# Socfinaf
Socfinaf ist ein Luxemburgisches Unternehmen, das am 22. Oktober 1961 gegründet wurde und an der Luxemburgischen Börse LuxX gelistet ist. Das Unternehmen besitzt rund 137.000 Hektar tropische Palmöl und Gummiplantagen in Afrika. Im Jahr 2023 wurden 23.940 Menschen beschäftigt und ein Umsatz von 563 Mio. € erwirtschaftet.

## Geschichte
Das Unternehmen wurde 1961 als „Compagnie Internationale de Cultures“ gegründet. 1966 folgte dann die Listung an der Luxemburgischen Börse.
2006 wurden dann die Aktivitäten in Asien abgespalten und firmieren seither als eigenständiges Unternehmen am LuxX (Socfinasia).

## Eigentümerstruktur
Per Ende 2023 hält Socfinaf selbst knapp 59 % der Kapitalanteile. Des Weiteren hält Vincent Bolloré knapp 9 % über vier verschiedene Gesellschaften.